# Olga Capri
Pour les articles homonymes, voir Capri (homonymie).
Olga Capri est une actrice italienne née le 18 mai 1883 à Rome et morte le 18 décembre 1961 à Bologne. Durant sa carrière, elle fait des apparitions dans plus de quarante films, généralement dans des rôles de faire-valoir. Capri débute dans le cinéma muet en 1914 avec des films en grande partie réalisés et mettant en vedette Polidor. Puis elle enchaîne avec le cinéma sonore et connaît une carrière prolifique jusqu'en 1948.

## Biographie
Olga Capri naît à Rome le 18 mai 1883.  À l'âge de treize ans, elle suit les cours d'art dramatique de Virginia Marini à l'Académie nationale Sainte-Cécile de  Rome. En 1911, il fait ses débuts au théâtre avec la compagnie de Virginia Reiter (it). Les années suivantes, elle joue avec Teresa Mariani (it), Eleonora Duse, Flavio Andò (de) et Ferruccio Garavaglia (it).
Elle débute au cinéma muet en 1914 et, à partir de 1917, joue aux côtés de Polidor dans les films dont il est également réalisateur. En 1923, Mario Bonnard  lui confie le rôle de Perpétue dans I promessi sposi (Les fiancés).
En 1930, elle fait partie de la distribution du premier film sonore sorti en Italie, La Dernière Berceuse, dans le rôle de la logeuse. Durant les années 1930 et 1940, elle est une actrice très sollicitée pour interpréter les femmes corpulentes, exubérantes ou autoritaires. Elle figure au générique de plusieurs films mis en scène par les réalisateurs célèbres de l’époque, comme  Alessandro Blasetti et  Mario Camerini. Occasionnellement, elle se produit également dans des émissions radiophoniques. 
En 1948, Capri met fin à sa carrière. Elle meurt à Bologne le 18 décembre 1961, âgée de soixante-dix-huit ans, à la « Maison de retraite pour les artistes dramatiques Lyda Borelli» (Casa di riposo per artisti drammatici Lyda Borelli), Via Saragozza.

## Filmographie
- 1914 : Nobiltà di casta e nobiltà di cuore d'Ubaldo Pittei
- 1917 : Come due gocce
- 1917 : Fra i due litiganti
- 1917 : Il nipote d'America
- 1917 : L'Impiegato n. 3
- 1917 : Primavera... profumata
- 1918 : Polidor change de sexe de Polidor
- 1918 : Un buon impiego
- 1919 : La Leggenda dei tre fiori
- 1919 : Rose di sangue
- 1920 : Musica profana
- 1920 : Nella morsa di un sogno
- 1920 : Scrollina
- 1921 : Fior d'amore de Mario Caserini
- 1921 : L'Eredità di Caino
- 1921 : La Morte piange, ride e poi...
- 1922 : I promessi sposi : Perpetua
- 1930 : La Dernière Berceuse (La canzone dell'amore)
- 1931 : Figaro and His Great Day : Caterina
- 1931 : La Scala
- 1931 : La stella del cinema
- 1931 : Le Rappel de la terre
- 1931 : Resurrectio d'Alessandro Blasetti
- 1932 : Il dono del mattino d'Enrico Guazzoni
- 1932 : Le Palio de Sienne (Palio) d'Alessandro Blasetti : La Cicciona
- 1932 : Paradiso
- 1932 : Venere
- 1932 : Zaganella e il cavaliere : Donna Mara
- 1933 : Acier : Mère de Pietro
- 1933 : Acqua cheta : Rosa
- 1933 : Fanny de Mario Almirante : Onoria
- 1934 : Quella vecchia canaglia : Mère d'Elena
- 1936 : Bertoldo, Bertoldino e Cacasenno (it) de Giorgio Simonelli [3]
- 1937 : I fratelli Castiglioni : Eusebia
- 1937 : I tre desideri de Giorgio Ferroni et Kurt Gerron : La Signora Toloni
- 1938 : L'Argine : Tuda
- 1939 : La notte delle beffe : Assunta
- 1942 : Avanti c'è posto...
- 1942 : Ce soir, rien de nouveau de Mario Mattoli
- 1942 : Miliardi, che follia ! : Tully
- 1943 : Sogno d'amore
- 1943 : Campo de' Fiori de Mario Bonnard : Peppa (non créditée)
- 1947 : Daniele Cortis : Liliana
- 1948 : Une nuit de folie à l'opéra : Rosa (non créditée)

## Source
- (it) Roberto Chiti, Roberto Poppi, Enrico Lancia, Dizionario del cinema italiano. Le attrici (Dictionnaire du cinéma italien. Les actrices), Rome, Gremese Editore, 1999, 368 p. (ISBN 9788877423429), voir page de couverture sur Google Livres: . Consulté le 27 novembre 2023.